# یواس‌اس ریبولد (دی‌یی-۱۷۷)

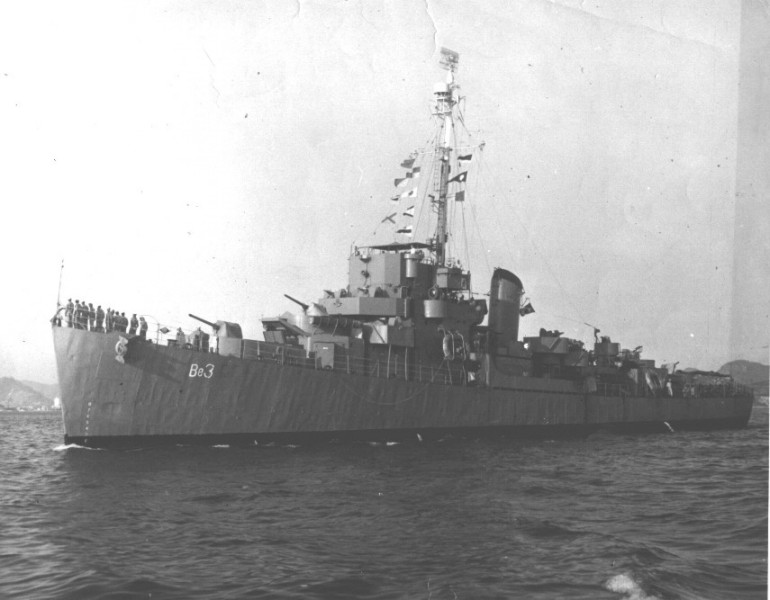
کشتی یو اس اس ریبولد

یواس‌اس ریبولد (دی‌یی-۱۷۷) (به انگلیسی: USS Reybold (DE-177)) یک کشتی بود که طول آن ۳۰۶ فوت (۹۳ متر) بود. این کشتی در سال ۱۹۴۳ ساخته شد.